# Last Life in the Universe
Pour plus de détails, voir Fiche technique et Distribution.
Last Life in the Universe (เรื่องรัก น้อยนิด มหาศาล / Ruang rak noi nid mahasan) est un film nippo-thaïlandais réalisé par Pen-ek Ratanaruang, sorti en 2003,.

## Synopsis
Japonais installé à Bangkok, Kenji mène une vie solitaire, seulement ponctuée par son travail routinier de bibliothécaire et ses multiples – et infructueuses – tentatives de suicide. Un soir, son frère Yukio fait irruption chez lui, accompagné d'un autre homme, Takashi. Soudain, l'intrus dégaine une arme et tire à bout portant sur son compagnon. Menacé à son tour, Kenji a juste le temps de s'emparer d'un revolver et d'abattre l'assassin de son frère. Fuyant à travers la nuit, Kenji croise Noi, une jeune prostituée dont la sœur Nit vient d'être tuée dans un accident de voiture. Alors que tout les sépare, y compris la barrière de la langue, ces deux êtres déboussolés vont apprendre à se connaître et, peut-être, à s'aimer…

## Fiche technique
- Titre : Last Life in the Universe
- Titre original : เรื่องรัก น้อยนิด มหาศาล (Ruang rak noi nid mahasan)
- Réalisation : Pen-ek Ratanaruang (Thai: เป็นเอก รัตนเรือง)
- Scénario : Pen-ek Ratanaruang et Prabda Yoon
- Production : Wouter Barendrecht, Duangkamol Limcharoen, Nonzee Nimibutr, Meileen Choo, Fran Rubel Kuzui, Kaz Kuzui (en), Michael J. Werner et Arai Yoshikiyo
- Musique : Small Room
- Photographie : Christopher Doyle
- Montage : Patamanadda Yukol
- Décors : Saksiri Chantarangsri
- Costumes : Sombatsara Teerasaroch
- Pays d'origine :  Thaïlande |  Japon
- Format : Couleurs - 1,85:1 - Dolby Digital - 35 mm
- Langues : Thaïlandais, japonais
- Société de distribution : Océan films (France), Five Star (Thaïlande)
- DVD : TF1 Vidéo (éditions) [3] en mai 2005[4]
- Genre : Comédie dramatique, Film d'amour, Policier, Romance
- Durée : 112 minutes
- Dates de sortie : 
  - Thaïlande : 8 août 2003
  - France : 17 mars 2004

## Distribution[5]
- Tadanobu Asano : Kenji
- Yutaka Matsushige : Yukio, le frère de Kenji
- Riki Takeuchi : Takashi, le gangster yakuza
- Takashi Miike : gangster yakuza
- Daran Boonyasak (Sinitha) : Noi
- Chermarn Boonyasak (Laila) : Nid (Nit), la sœur de Noi
- Thiti Rhumorn [6]  : Jon, le copain de Noi
- Phimchanok Nala Dube : la fille dans l'appartement de Jon
- Junko Nakazawa : la bibliothécaire
- Akiko Anraku : la ménagère japonaise
- Nortioshi Urano : l'employé

## Autour du film
- Le tournage s'est déroulé à Bangkok et Pattaya, en Thaïlande.
- Les deux actrices Sinitta Boonyasak et Laila Boonyasak [7]qui interprètent Noi et Nid sont réellement sœurs.
- Lors d'une scène dans la bibliothèque, on peut voir une affiche d'Ichi the Killer, film réalisé par Takashi Miike en 2001 et dans lequel Tadanobu Asano tenait déjà le rôle principal. Takashi Miike fait justement une petite apparition en tant que yakuza vers la fin du film, aux côtés de Sakichi Satô, le scénariste d' Ichi the Killer, dans lequel il tenait également un petit rôle.
- Le titre du film n'apparaît qu'à la 32e minute.
- Passionné de lecture, le personnage de Tadanobu Asano campe ici le rôle d'un bibliothécaire. La même année, dans Café Lumière, il interprétera celui d'un propriétaire de librairie de quartier.
- Yukio Mishima, l'auteur du livre Le Lézard noir[8] que l'on peut voir dans le film, s'est fait seppuku, ce qui expliquerai pourquoi le personnage de Kenji aux multiples et infructueuses tentatives de suicide[9],[10] aime particulièrement cet auteur.
- Les yakuzas en provenance d'Ōsaka embarquent à la porte 69, clin d'œil à 6ixtynin9, l'un des précédents films du cinéaste.
- Last Life in the Universe représenta officiellement la Thaïlande lors des Oscars 2003.

## Récompenses et distinctions
- Prix Upstream du meilleur acteur pour Tadanobu Asano lors de la Mostra de Venise 2003[11].
- Prix FIPRESCI lors du Festival international du film de Bangkok 2004.
- Prix AQCC et Prix du Jury du meilleur film asiatique lors du festival du film FanTasia 2004.